# Siwi jezik
Siwi jezik (oasis berber, sioua, siwa, zenati; ISO 639-3: siz), jedani jezik istoimene istočnoberberske podskupine berberskih jezika kojim govori oko 30 000 ljudi (2006) u sjeverozapadnim oazama Egipta što ga čini jezikom s najviše govornika u istočnoberberskoj skupini jezika. Istočnoberbersku skupinu čini zajedno s podskupinom Awjila-Sokna kojoj pripadaju (2) jezika.
Etnička grupa Siwa Berberi živi kao stočari u oazama Siwa (Jupiter Amon). Jezik nije blisko srodan ostalim berberskim jezicima. Govore i arapski.

## Vanjske poveznice
- Ethnologue (14th)
- Ethnologue (15th)